# Hudești
Hudești là một xã thuộc hạt Botoșani, România. Dân số thời điểm năm 2002 là 6398 người.